# CPカセレーニョ
クルブ・ポリデポルティーボ・カセレーニョ, S.A.D.（Club Polideportivo Cacereño S.A.D.）は、スペイン・エストレマドゥーラ州カセレスに本拠地を置くサッカークラブ。現在はセグンダ・フェデラシオンに所属している。

## 歴史
1910年代後半、スペイン全土にプロサッカークラブが出来始めた影響で1918年1月16日、CDカセレーニョとして設立された。1923年にはスペインサッカー連盟に登録したが、スタジアムや運営費などによってクラブの経営は悪化したため、1939-40シーズンにエストレマドゥーラ州1部リーグに参加するまで公式大会への出場は限られた。1951-52シーズン、テルセーラ・ディビシオンでリーグ優勝を果たし、エストレマドゥーラ州のクラブとして初めてセグンダ・ディビシオンに昇格したものの、わずか1シーズンでテルセーラに降格した。1968年には、クラブ創立50周年を記念してアトレティコ・マドリードとレアル・マドリードを招いての親善試合が行われた。
1975年10月、クラブ名を現在のCPカセレーニョに改名した。2003年にはクラブの株式会社化が行われた。2012-13シーズン、コパ・デル・レイのベスト32に進出し、マラガCFと対戦したが、2戦合計4-4のアウェーゴール差で敗れた。

## タイトル

### 国内タイトル
- セグンダ・ディビシオンB : 1回
  - 1997-98

- テルセーラ・ディビシオン : 11回
  - 1943-44, 1950-51, 1951-52, 1960-61, 1067-68, 1977-78, 1981-82, 1986-87, 1995-96, 2001-02, 2016-17

### 国際タイトル
- なし

## 過去の成績
| シーズン | 部 | ディビジョン | 順位 | コパ・デル・レイ |
| -------- | -- | ------------ | ---- | ---------------- |
| 2000-01  | 4  | テルセーラ   | 4位  |                  |
| 2001-02  | 4  | テルセーラ   | 1位  |                  |
| 2002-03  | 3  | セグンダB    | 6位  | 予選敗退         |
| 2003-04  | 3  | セグンダB    | 17位 | ベスト64         |
| 2004-05  | 4  | テルセーラ   | 7位  |                  |
| 2005-06  | 4  | テルセーラ   | 9位  |                  |
| 2006-07  | 4  | テルセーラ   | 4位  |                  |
| 2007-08  | 4  | テルセーラ   | 9位  |                  |
| 2008-09  | 4  | テルセーラ   | 2位  |                  |
| 2009-10  | 3  | セグンダB    | 15位 |                  |
| 2010-11  | 3  | セグンダB    | 13位 |                  |
| 2011-12  | 3  | セグンダB    | 7位  |                  |
| 2012-13  | 3  | セグンダB    | 12位 | ベスト32         |
| 2013-14  | 3  | セグンダB    | 10位 |                  |
| 2014-15  | 3  | セグンダB    | 12位 |                  |
| 2015-16  | 3  | セグンダB    | 16位 |                  |
| 2016-17  | 4  | テルセーラ   | 1位  |                  |
| 2017-18  | 4  | テルセーラ   | 2位  | 1回戦敗退        |
| 2018-19  | 4  | テルセーラ   | 2位  |                  |

| シーズン | 部 | ディビジョン | 順位    | コパ・デル・レイ |
| -------- | -- | ------------ | ------- | ---------------- |
| 2019-20  | 4  | テルセーラ   | 3位     | 2回戦敗退        |
| 2020-21  | 4  | テルセーラ   | 1位/1位 |                  |
| 2021-22  | 4  | セグンダRFEF | 3位     |                  |
| 2022-23  | 4  | 連盟2部      | 4位     | ベスト32         |
| 2023-24  | 4  | 連盟2部      |         |                  |

- 1シーズン - セグンダ・ディビシオン
- 18シーズン - セグンダ・ディビシオンB
- 3シーズン - セグンダ・フェデラシオン
- 56シーズン - テルセーラ・ディビシオン

## 歴代所属選手
- マノーロ 1982-1983
- イト 2009-2010
- 野口彩佳 2022-2023 (女子)